# Pranab Mukherjee
Kumar Pranab Mukherjee (/ prənəb kʊmɑ ː r mʉkhərdʒi ː /, 11 tháng 12 năm 1935 - 31 tháng 8 năm 2020) là Tổng thống thứ 13 của Ấn Độ. Mukherjee là một nhà lãnh đạo cấp cao của Đảng Quốc Đại Ấn Độ cho đến khi ông từ chức khỏi chức vụ chính trị này trước cuộc bầu cử tổng thống của mình vào ngày 22 tháng 7 năm 2012. Ông sẽ nhậm chức Tổng thống thứ 13 của Ấn Độ ngày 25 tháng 7 năm 2012.
Mukherjee đã bắt đầu sự nghiệp chính trị của ông với Đảng Quốc Đại Ấn Độ vào năm 1969 dưới thời Thủ tướng Indira Gandhi. Ông trở thành một trong những phụ tá hàng đầu của Indira Gandhi và thường được mô tả như là "người đàn ông cho tất cả các mùa" của bà. Ông đã được thăng chức nhanh chóng trong giai đoạn đầu của sự nghiệp và đã trở thành một bộ trưởng trong chính phủ của Indira Gandhi năm 1973. Mukherjee đã đảm trách một loạt các chức vụ trong nội các để trở thành Bộ trưởng Bộ Tài chính của Ấn Độ 1982-1984. Mukherjee là lãnh đạo của Rajya Sabha (Thượng viện) giai đoạn 1980-1985.
Mukherjee đã bị loại khỏi Đảng Quốc Đại trong thời kỳ Rajiv Gandhi. Ông đã xem bản thân mình, và không phải là tân binh Rajiv Gandhi, là người thừa kế hợp pháp của Indira Gandhi. Mukherjee bị thua cuộc trong cuộc đấu tranh quyền lực sau đó. Ông đã thành lập đảng chính trị của ông, Đại hội Rashtriya Samajwadi, nhưng sau đó sáp nhập nó với Đảng Quốc đại trong năm 1989 sau khi đạt đến một thỏa hiệp chính trị với Thủ tướng Rajiv Gandhi. Sự nghiệp chính trị của Mukherjee hồi sinh khi Thủ tướng Narasimha Rao đã chọn bổ nhiệm ông là Phó Chủ tịch Ủy ban Kế hoạch và sau đó là một bộ trưởng liên hiệp trong những năm 1990. Ông đã giữ chứcBộ trưởng Ngoại giao giai đoạn 1995-1996 trong nội các của Rao. Mukherjee là các kiến trúc sư chính của cho Sonia Gandhi tham dự vào đời sống chính trị Ấn Độ vào những năm 1990. Ông đã trở thành các chính khách cao niên của Đại hội bên trong giai đoạn này. Mukherjee đã làm Lãnh đạo Lok Sabha giai đoạn 2004-2012. Ông là Bộ trưởng Bộ Quốc phòng 2004-2006 và một lần nữa là Bộ trưởng Bộ Ngoại giao 2006-2009. Ông là Bộ trưởng Bộ Tài chính 2009-2012 trong chính phủ của Thủ tướng Ấn Độ Manmohan Singh.